# 北雁湖站
北雁湖站位于中华人民共和国安徽省合肥市蜀山区习友路与丰乐河路交叉口地下，是合肥轨道交通4号线与建设中的6号线的地铁换乘站，工程站名丰乐河路站。

## 车站结构
北雁湖站位于习友路与丰乐河路交叉口，为4、6号线换乘站。车站沿习友路东西向布置，为地下两层六柱七跨双岛式车站，4、6号线站台宽度均为14m。
由于目前6号线先行段（北雁湖~青龙岗）暂时划归4号线运营，故本站仅启用靠外侧的两个站台，而本属于4号线的两个内侧站台暂未启用，并用假墙封闭起来。待6号线建成后，本站现用的外侧站台将移交给6号线运营，同时亦将拆除封闭内侧站台的假墙，使之投入使用。届时本站将成为4号线与6号线的同台换乘站。
楼层分布
| B1 | 站厅                                | 出入口、票务服务、自动售票机、人工服务台 |  |
| B2 |                                     | █ 4号线 往青龙岗 （下站：科大先研院）    |  |
| B2 | 岛式站台                            |                                          |  |
| B2 | █ 4号线 预留站台                    |                                          |  |
| B2 | █ 4号线 预留站台                    |                                          |  |
| B2 | 岛式站台                            |                                          |  |
| B2 | █ 4号线 往综保区 （下站：玉兰大道） |                                          |  |

未来车站结构
| B1 | 站厅                                | 出入口、票务服务、自动售票机、人工服务台 |  |
| B2 |                                     | █ 6号线 往小庙 （下站：科大先研院）      |  |
| B2 | 岛式站台                            |                                          |  |
| B2 | █ 4号线 往紫云湖 （下站：复兴集）   |                                          |  |
| B2 | █ 4号线 往综保区 （下站：玉兰大道） |                                          |  |
| B2 | 岛式站台                            |                                          |  |
| B2 | █ 6号线 往瑶岗路 （下站：开福寺）   |                                          |  |